# St. Norbert (Höchberg)

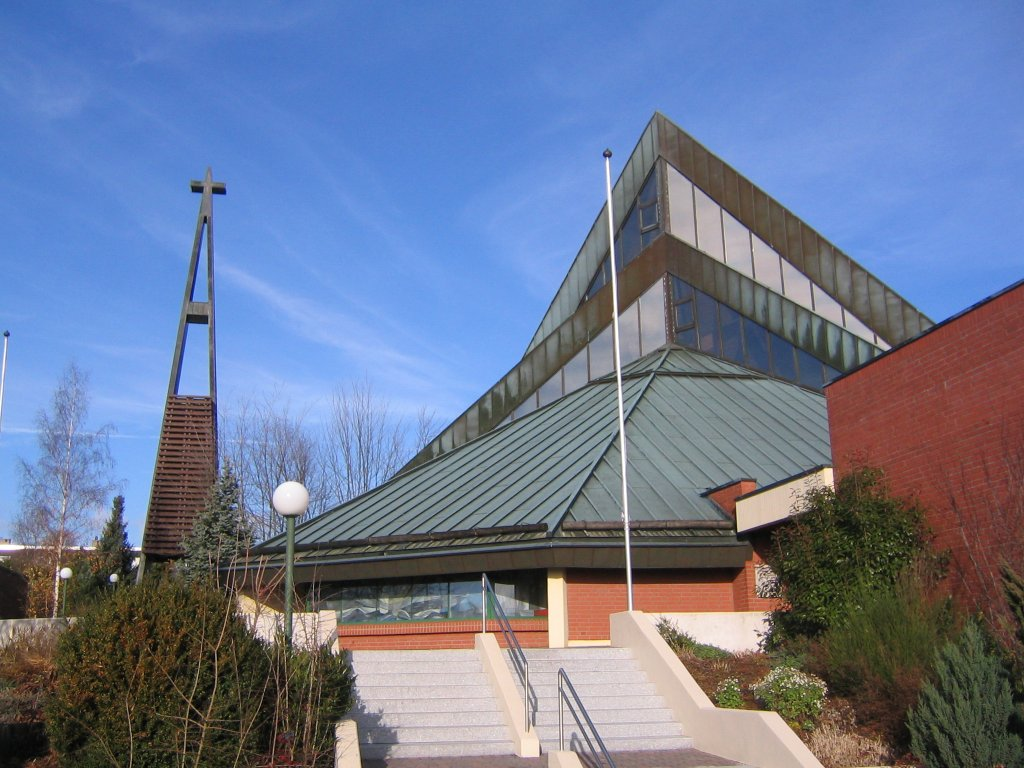
Kirche St. Norbert (2007)

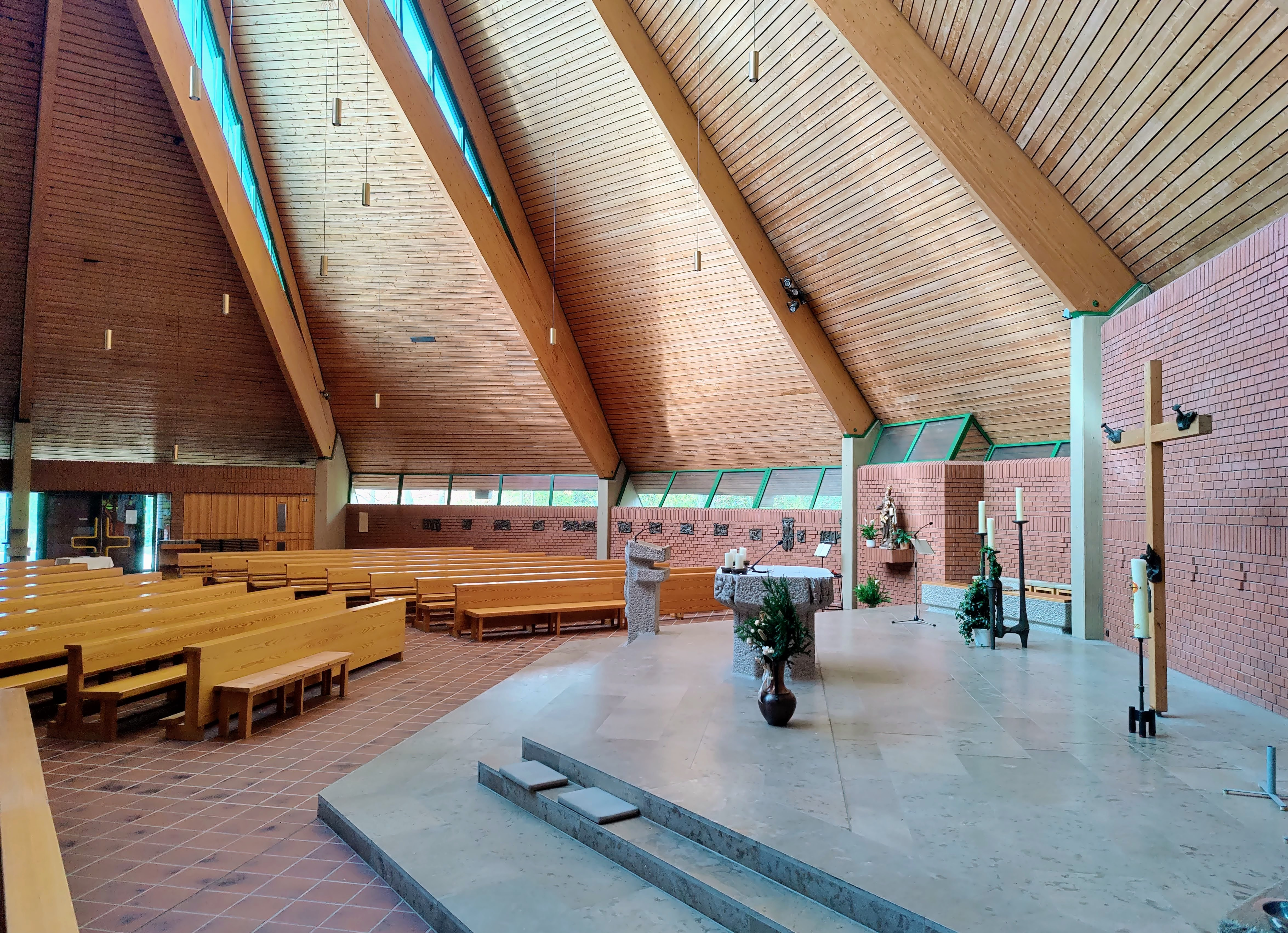
Innenraum (2022)

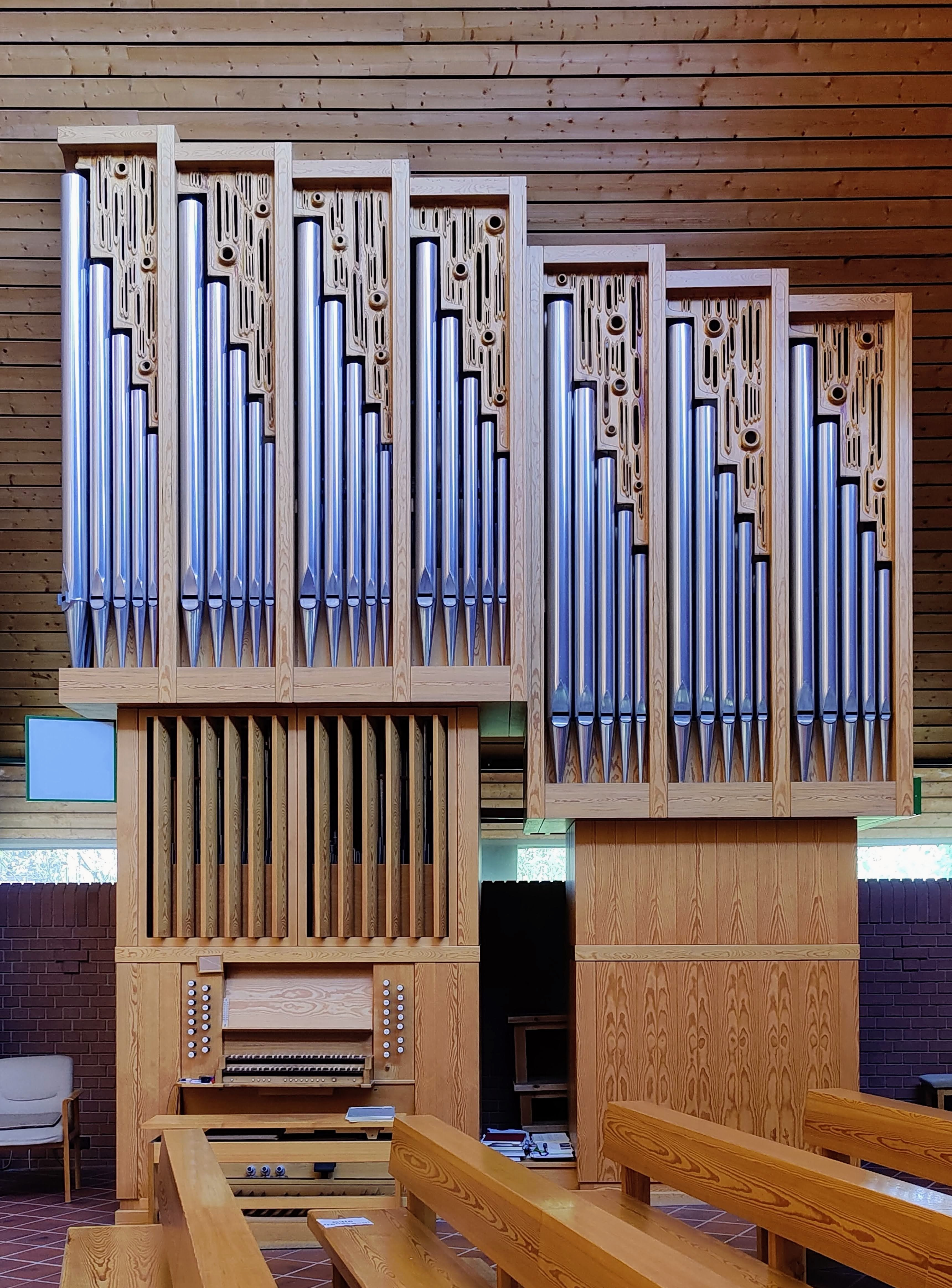
Orgel

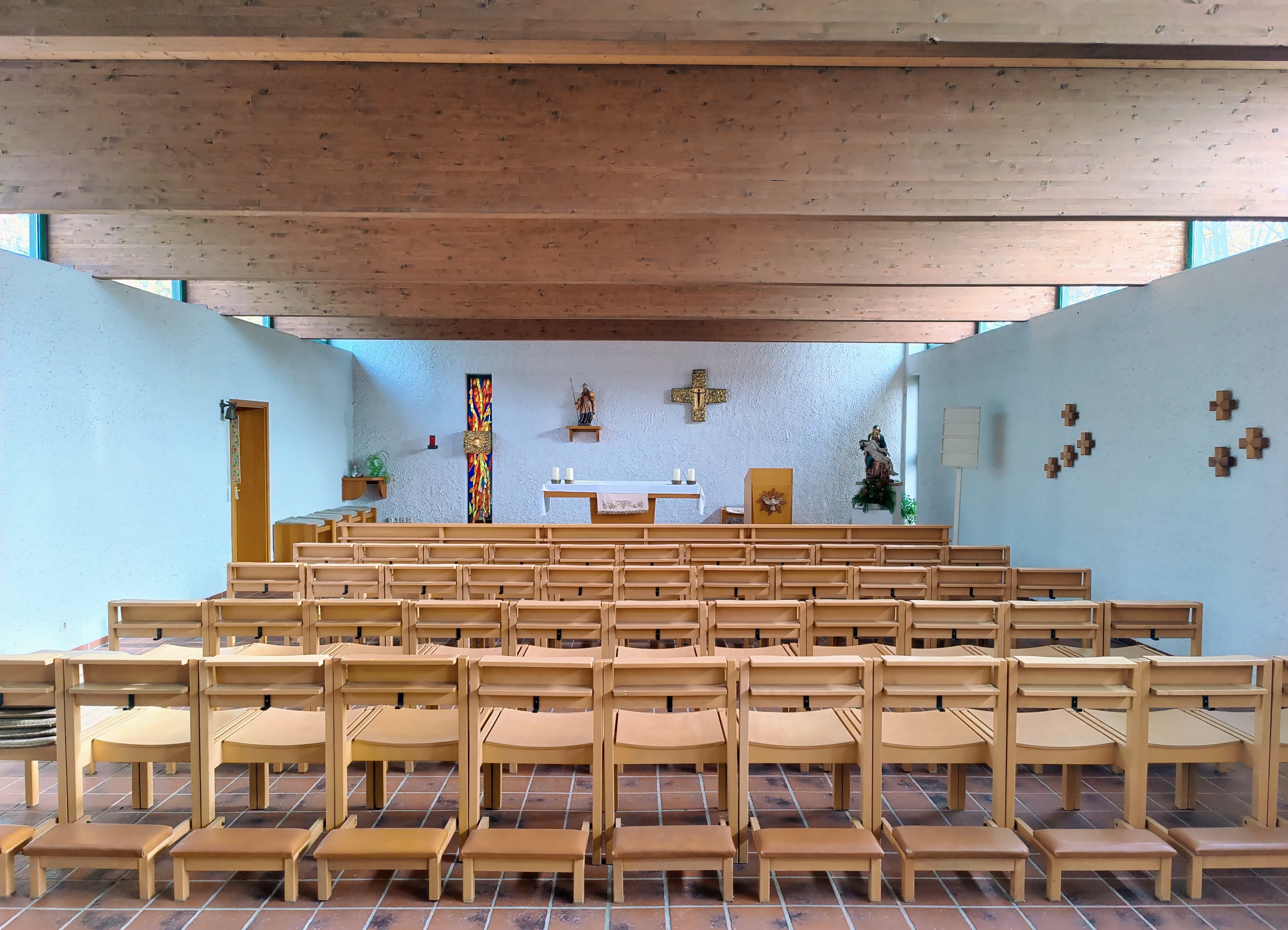
Kapelle

St. Norbert ist eine katholische Pfarrkirche in der Marktgemeinde Höchberg im unterfränkischen Landkreis Würzburg. Sie wurde in den Jahren 1981/82 nach Plänen des aus dem Ort stammenden Architekten Rainer Gärtner errichtet. Die moderne Zeltdachkonstruktion prägt das Ortsbild des Ortsteils Hexenbruch durch ihr außergewöhnliches Aussehen. Außerdem gibt es noch eine kleinere Nebenkirche, in der der Kindergottesdienst abgehalten wird.

## Geschichte
Die Anfänge der Gemeinde ist die Kirchenstiftung St. Norbert, die 1967 durch Stiftungsakt des Würzburger Bischofs Josef Stangl errichtet wurde. Vier Jahre später wurde in der Rupert-Egenberger-Schule am Hexenbruch ein Kindergarten der Gemeinde eingerichtet. 1974 wurde am Seeweg ein eigenes Gemeindezentrum gebaut. Bis zu dessen Einweihung am 1. Dezember 1974 fanden die Gottesdienste in der Aula der Sonderschule statt.
Zu Beginn der 1980er wurde der Bau einer neuen Pfarrkirche beschlossen. Der geistliche Rat und die Kirchengemeinde entschieden sich für den Entwurf des Architekturbüros Gärtner und Hench aus Höchberg. Er sah ein „Zelt Gottes unter den Menschen“ vor. Am 22. März 1981 erfolgte der erste Spatenstich für den Neubau, am 23. Mai 1981 wurde der Grundstein gelegt. Das Richtfest fand am 20. November 1981 statt. Nach anderthalbjähriger Bauzeit weihte Bischof Paul-Werner Scheele am 10. Oktober 1982 die Kirche ein. Gleichzeitig wurde die Kuratie zur Pfarrei erhoben.

## Beschreibung

### Bau
Es handelt sich um eine Konstruktion aus auf Betonpfeilern verankerten Holzleimbindern, die das Traggerüst des 20 Meter hohen, mit Kupferblech gedeckten Zeltdachs bilden. Der 24 Meter hohe Glockenturm mit drei Glocken ist als Durchgang zur Kirche gestaltet.

### Innenraum
Die Wände sind Sichtmauerwerk, die Decke ist aus Fichtenholz, die Bänke aus Kiefernholz. Der Altar, die Tabernakelstele, der Ambo, die Priestersitze und der Taufstein sind vom Berliner Bildhauer Paul Brandenburg aus Kirchheimer Muschelkalk gestaltet. Die drei Bankblöcke mit 400 Sitzplätzen sind halbkreisförmig um den Altar angeordnet, der Boden steigt nach hinten leicht an, um allen freie Sicht auf den Altar zu ermöglichen. Der Innenraum ist großräumig und besitzt eine 1986 erbaute Orgel von Otto Hoffmann. Sie besitzt 25 Register auf zwei Manualen und Pedal. Auch die Kapelle verfügt über eine Orgel desselben Erbauers. Diese umfasst sechs Register auf einem Manual und Pedal.

### Kunst und Kultgegenstände
Die von einem Gemeindemitglied aus Privatbesitz gestiftete Madonnenfigur stellt Maria mit dem Jesuskind als Königin dar. Es handelt sich um eine fränkische Hausmadonna aus der Zeit von 1770 bis 1790.